# Humanoid
Humanoid és el tercer àlbum d'estudi en alemany i el segon en anglès gravat per la banda alemanya Tokio Hotel. L'àlbum va ser gravat en ambos idiomes per a una estrena mundial simultània amb el mateix nom. La versió en alemany va sortir a la venda el 2 d'octubre de 2009 en Alemanya i altres països europeus, mentre que la versió gravada en anglès va sortir a la venda als Estats Units el 6 d'octubre de 2009.
Automatic - Automatisch són els dos primers vídeos oficials de la banda, que es van estrenar el 3 de setembre del 2009.